# 코디 폰세
코디 조 폰세(Cody Joe Ponce, 1994년 4월 25일 ~ )는 미국의 야구 선수이자, 현 KBO 리그 한화 이글스의 투수이다. 이 선수는 겁나 잘해서 논란이다(?)
2015년 메이저 리그 베이스볼 드래프트에서 2라운드 55순위로 지명되어 밀워키 브루어스에 입단하였다. 그 뒤 2019년 7월 29일에 피츠버그 파이리츠로 자리를 옮겼고 2020년 8월 2일에 1군 무대에 데뷔했다. 2021년 12월 5일에 일본프로야구의 홋카이도 닛폰햄 파이터즈로 이적했고 2022년 4월 20일에 삿포로 돔에서 열린 후쿠오카 소프트뱅크 호크스와의 홈 경기에서 처음 출전했다.
2023년 12월 26일에 도호쿠 라쿠텐 골든이글스로 이적한 다음에 2024년 일본프로야구 시즌에서 15경기에 출전했다. 2024년 12월 12일에 KBO 리그 하이메 바리아를 대체할 투수로 한화 이글스에 합류했다.
2025년 5월 17일 SSG 랜더스와 더블헤더 1차전에서 선발 등판하여 8이닝 동안 탈삼진 18개를 기록하면서 1991년 선동열과 개인 최다 탈삼진 타이를 이뤘고, 정규이닝 안에서는 팀 동료 류현진의 17탈삼진 기록을 넘어 신

기록을 달성하였다.